# Simon-Dach-Straße
Die Simon-Dach-Straße ist eine gegen Ende des 19. Jahrhunderts angelegte Straße, die sich im Berliner Bezirk Friedrichshain-Kreuzberg, Ortsteil Friedrichshain befindet. Im Jahr 1903 erhielt sie ihren Namen nach dem deutschen Liederdichter Simon Dach. Zusammen mit den benachbarten Verkehrswegen Wühlischstraße, Boxhagener Straße, Krossener Straße und Gabriel-Max-Straße bildet sie das als Simon-Dach-Kiez bezeichnete Areal, das sich seit den 2000er Jahren zur bevorzugten Touristenmeile entwickelte. In den genannten Bereichen haben sich zahlreiche Clubs, Gaststätten, Hotels und Pensionen sowie Szenekneipen angesiedelt.

## Lage und Geschichte
Die Grundstücks-Aktiengesellschaft Berlin-Mitte hatte die Straße auf Basis des Bebauungsplans, Abteilung XIV, als Straße 14 anlegen lassen. Sie lag in Teilen (Parzellen 1–7 und 35–46) im damaligen Vorort Boxhagen-Rummelsburg, die Nummern 8–34 gehörten dagegen zu Berlin. Am 15. September 1903 erhielten beide Teile ihren aktuellen Namen Simon-Dach-Straße. Der Verkehrsweg verläuft in Süd-Nord-Richtung von der Boxhagener Straße zur Revaler Straße. Sie kreuzt die Grünberger Straße, den Straßenzug Kopernikusstraße–Wühlischstraße und die Krossener Straße. Anfangs ging von der Simon-Dach-Straße an der Kreuzung Kopernikus-/Wühlischstraße südostwärts auch die Simplonstraße ab. Die Simplonstraße wurde in den 1970er Jahren an der Einmündung leicht nordwärts verschwenkt und mündet seither in die Wühlischstraße.
Mehrere Privatpersonen, Fabrikbesitzer, Handelsgesellschaften oder wohlhabende Handwerker ließen hier in rascher Folge mehrgeschossige Mietwohnhäuser errichten. So verfügte die Simon-Dach-Straße bereits im Jahr 1912 über 46 bebaute Parzellen mit mehr als tausend Wohnungen.
Die Gründerzeithäuser sind im Zweiten Weltkrieg weitestgehend erhalten geblieben, wurden baulich zwar mehrfach verändert, stehen aber noch immer. Nach der politischen Wende gingen viele Wohngebäude an die ehemaligen Hausbesitzer oder deren Erben zurück. Sie wurden modernisiert und saniert. So kam es, dass aus der einst ruhigen Wohnstraße ab der zweiten Hälfte der 1990er Jahre eine belebte Café-, Kneipen-, Restaurant- und Bar-Meile wurde. Daneben haben sich ein paar kleinere Designläden niedergelassen.

Gastronomiebetriebe in der Simon-Dach-Straße

Die Simon-Dach-Straße unterliegt ebenso wie die angrenzenden Straßen seitdem einer voranschreitenden Gentrifizierung. Im Sommer gibt es rund 1900 Freiluftsitzplätze in etwa 20 Gaststätten. Begünstigt wurde dies durch die sehr breiten Bürgersteige, den Baumbestand und die Verkehrsberuhigung.
Aufgrund von andauernden Problemen zwischen den Anwohnern und den Gastronomiebetreibern aufgrund nächtlicher Ruhestörungen gründete sich im März 2002 die Anwohnerinitiative Die Aufgeweckten. Sie setzte eine Beschränkung des Biergartenbetriebs für den Straßenabschnitt zwischen Kopernikusstraße und Boxhagener Straße durch: werktags auf die Zeit bis 22 Uhr und am Wochenende bis 23 Uhr, außer bei wenigen Kneipen mit Sondergenehmigung. Zwischenzeitlich wurden diese Beschränkungen von den Kneipen wenig beachtet beziehungsweise weitestgehend aufgehoben, sodass der Außenbetrieb bis in die frühen Morgenstunden stattfindet, ohne dass die Polizei oder das Ordnungsamt einschreiten. Wegen der Beschwerden der Anwohner versuchte das Bezirksamt zeitweilig die feierlustigen Kneipenbesucher durch den Einsatz von Pantomimen zu beruhigen. Das zeigte aber auch kaum Wirkung. Schließlich gründete sich um 2015 die Initiative fair.kiez, bestehend aus Vertretern des Bezirksamts Friedrichshain-Kreuzberg, der Tourismusbranche und dem Planungsbüro Coopolis. Diese ließ einige Kurzfilme drehen, mit denen die Besucher für mehr Rücksichtnahme, mehr Ruhe und korrekte Müllentsorgung sensibilisiert werden sollen. Darüber hinaus finden regelmäßige Kiezversammlungen zwischen den Gewerbetreibenden und Anwohnern statt, in denen Vorschläge zur Verbesserung der Situation vorgetragen und diskutiert werden. Mediatoren sorgen außerdem dafür, dass der Kiez als touristischer Anziehungspunkt bei stadtverträglichen Lösungen erhalten bleiben soll. Im Bezirk gab es im Jahr 2016 beispielsweise 3,9 Millionen Übernachtungen und geschätzte 1,4 Millionen Besucher. Zur Umsetzung der Maßnahmen stellte der Berliner Senat dem Bezirk 40.000 Euro zur Verfügung.
Um den Durchgangsverkehr zwischen Stralauer und Frankfurter Allee einzudämmen, wurde 2005 der Abschnitt zwischen Grünberger und Boxhagener Straße zur Einbahnstraße umgebaut.

## Besonderheiten

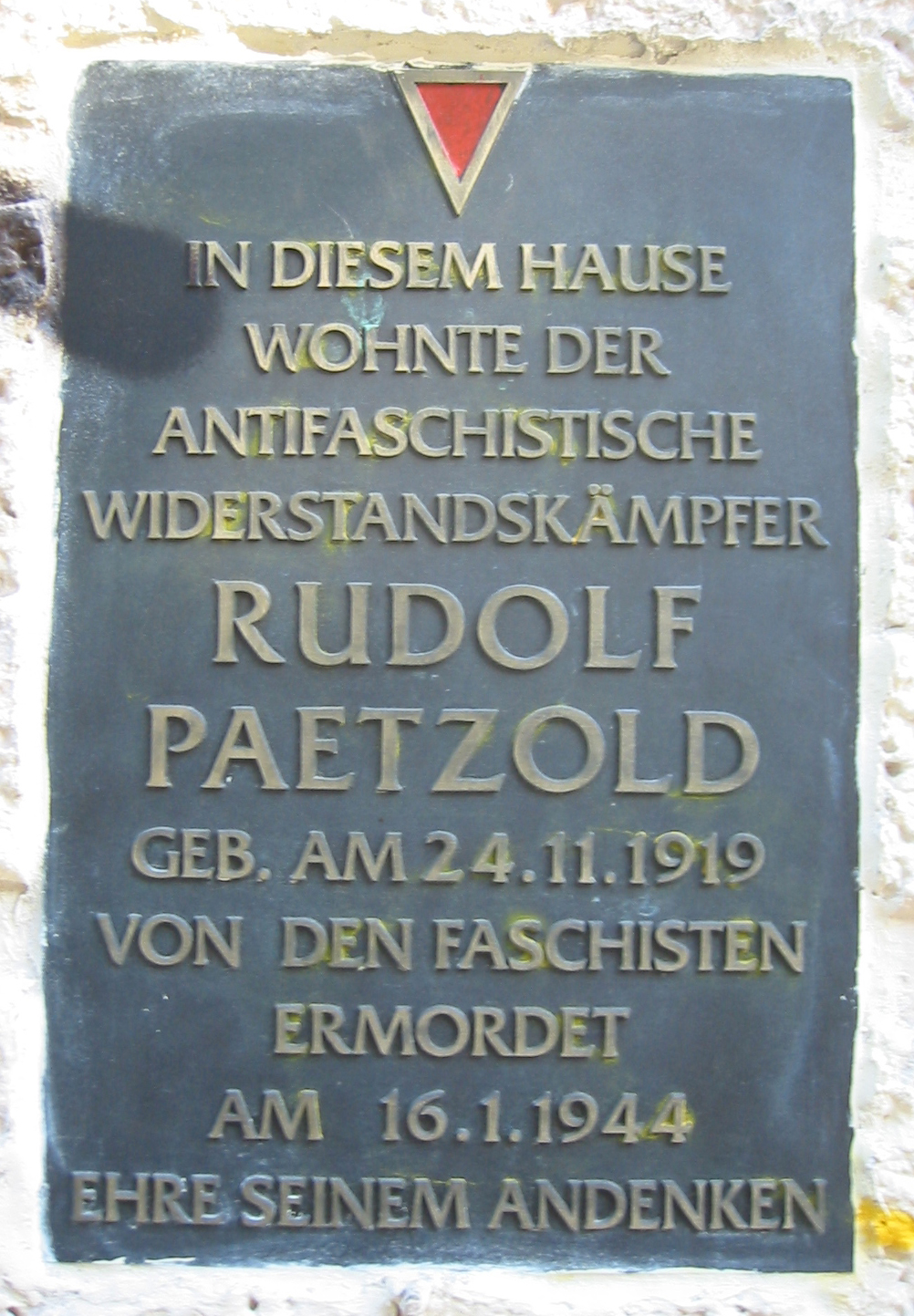
Rudolf-Paetzold-Gedenktafel

Im Wohnhaus Nummer 33 lebte der Soldat und Widerstandskämpfer gegen das NS-Regime Rudolf Paetzold (* 24. November 1919; † 16. Januar 1944). Am Gebäude befindet sich seit den 1980er Jahren eine Gedenktafel.